# Artiúixkino (Vorónej)
|  | Per a altres significats, vegeu «Artiúixkino». |

Artiúixkino (en rus: Артюшкино) és un poble de l'óblast de Vorónej, a Rússia, segons el cens del 2018 tenia 500 habitants.